# Whip It (canção de Nicki Minaj)
"Whip It" é uma canção da rapper trinidiana-americana Nicki Minaj, contida no segundo álbum de estúdio da artista, Pink Friday: Roman Reloaded, de 2012. Foi escrita por Onika Maraj, Nadir Khayat,  Alex Papaconstantinou, B. Djupstom, Bilal Hajji, Wayne Hector e produzida por RedOne, Alex P.

## Composição
"Whip It" é uma canção dançante dos gêneros electro e europop com brilho alegre, batidas europeias e sabor de energia de festa. Comparada com o estilo das cantoras pop Britney Spears, Katy Perry e Ke$ha.

## Recepção da crítica
"Whip It" foi, na sua maioria, recebida positivamente pelos críticos profissionais da música. O site DJ Booth, especializado no gênero hip-hop, afirmou que a "Nicki original" desapareceu nesta canção, dizendo que esta soa como se a cantora Rihanna tivesse desempenhando-a e que o sexo fica em evidência. Helen Olufowobi, da revista britânica Flavour, confirmou que Minaj está "roubando seu espaço no mainstream e está fazendo isso sem pedir desculpas", afirmando que todas as faixas tem o seu toque, com o "vocal louco" que abre esta faixa.

## Desempenho nas paradas musicais
| Parada musical (2012)                           | Melhor posição |
| ----------------------------------------------- | -------------- |
| Canadá - Canadian Hot 100                       | 85             |
| Estados Unidos - Bubbling Under Hot 100 Singles | 23             |
| Estados Unidos - Billboard Pop Digital Songs    | 40             |
| Estados Unidos - Billboard Rap Digital Songs    | 31             |
| Japão - Japan Hot 100                           | 91             |
| Reino Unido - UK Singles Chart                  | 98             |
| Reino Unido - UK R&B Singles Chart              | 26             |